# 野村哲
野村 哲（のむら さとし、1935年（昭和10年） - ）は、日本の地球科学者。群馬大学名誉教授。

## 略歴・人物
長野県生まれ。長野県松本県ヶ丘高等学校、信州大学理学部を経て、1962年（昭和37年）東京教育大学大学院理学研究科修了。理学博士。
群馬大学社会情報学部教授、学部長を務めた。2000年（平成12年）定年退官。
その後、下仁田町自然学校校長を務めた。

### アイスランドに学ぶ
1950年代の後半から海洋の地磁気測定が始まったが、1960年代の前半にはほぼ全海洋の地磁気の資料が出そろった。
その結果、平行する磁気異常のしま模様は海底山脈の中軸部を境に左右対称であることがわかった。
これは『海洋底が開いているために左右対称になった』という「海洋底拡大説」が生まれる。
1960年代の後半になると、海洋底のみならず、大陸も移動して海溝や山脈ができる、といった「プレートテクトニクス」の考えに発展した。
野村はこの考えに批判的で、「地球の歴史はそんな単純なものではなく、もっと地域性があり、地質時代ごとに異なった地質現象を起こしている」と考える。
プレートテクトニクスによれば、開口部になっている「大西洋中央海嶺」は、アイスランドの島の南西部に入り同島を突き抜けて北極海に達している。
アイスランドにもプレートの開口部が通っており、アイスランドの陸地は二分され、西へ東へと移動拡大しているという。
このプレートテクトニクス説の検証のため、野村は1982年以来、八度にわたりアイスランドを訪れて、調査を行なっている。

## 著作論文
- 『群馬の自然をたずねて （日曜の地学）』野村 哲 （編著）
- 『群馬のおいたちをたずねて』野村 哲 著　上毛新聞社刊
- 『大地誕生のドラマ』野村 哲 著
- 『構造土の成因 : アイスランド構造土の四季の変化』野村 哲 著
- 『アイスランド南西部の地質とプレートテクトニックス : 構造地質』野村 哲 著